# 方引之

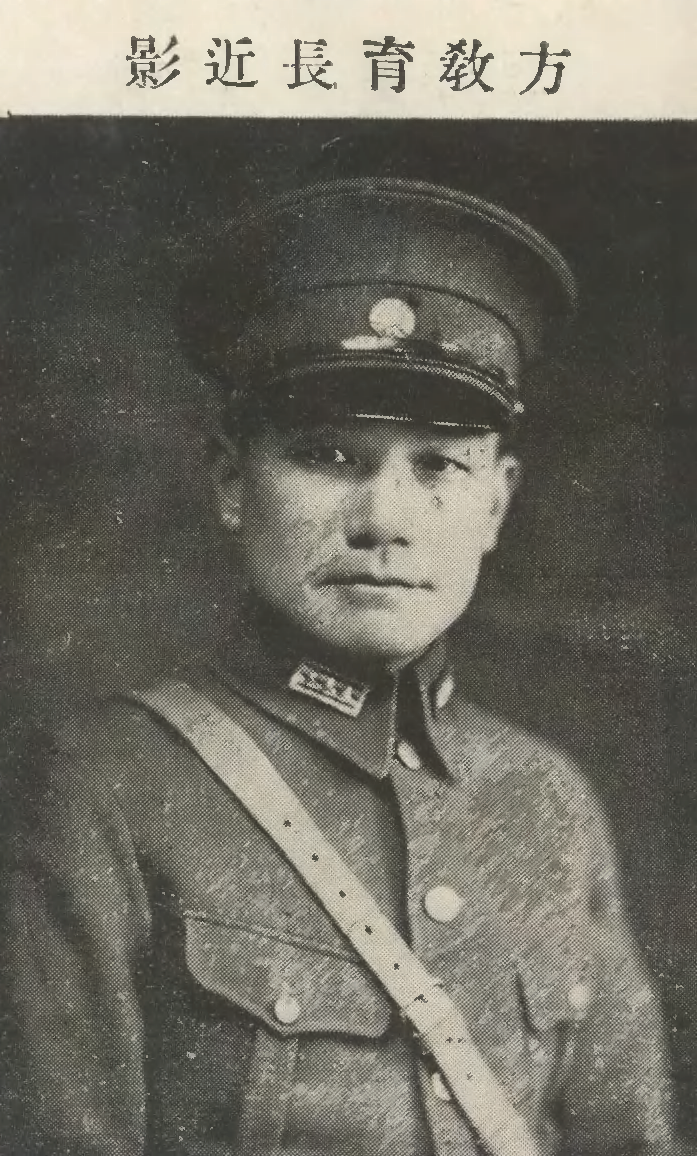
方引之

方引之（1895年—1951年），字海瑞，浙江奉化人。中华民国政治人物。

## 生平
方引之早年考入黄埔军校第四期，毕业后任国民革命军连长、营长。之后跟随同乡、时任浙江省保安处处长的俞济时，担任保安处教育长。1938年，历任浙江省淳安县长。1937年12月24日至1940年11月13日，担任浙江玉环县县长，任内解散当时中国共产党领导的中华民族解放先锋队玉环分队。1941年1月至1945年6月，担任宁海县县长。1946年4月中华民国国军占领营口后，营口为辽宁省辖市，方引之任营口市市长。因贪污、盗卖物资等劣迹，被市民控告，于当年10月被迫辞职。1947年起，在浙江宁波开烟馆。1950年，中国人民解放军攻占宁波后，方引之被逮捕。1951年被判死刑。